# Jean Mallon
Jean Mallon es un historiador francés, nacido el 20 de junio de 1904 en El Havre y fallecido el 16 de noviembre de 1982, especialista de paleografía latina.

## Biografía

### Carrera
- Alumno de la École Nationale des Chartes
- Archivista-paleógrafo (1926)
- Conservador de los Archivos nacional de Francia[2]
- Miembro del Comité international de paléographie latine[3]

## Obra
Jean Mallon ha tenido una gran influencia en la mayoría de las escuelas europeas de paleografía, introduciendo y demostrando la importancia del ductus como elemento dinámico de evolución de las escrituras. De los primeros años de su trabajo, de 1937 a 1939, mantiene la teoría tradicional que postulaba que todas las escrituras romanas habían derivado de la escritura capital caligráfica por una transformación regularmente continuada de ésta, pero saca a la luz los problemas que plantea esta teoría. Innova con la creación de la primera película paleógrafica, Ductus, que pone perfectamente en valor el papel de acciones sucesivas de la cursividad y de la caligrafía sobre la transformación morfológica del alfabeto. Publica entonces, con Robert Marichal, L'écriture latine de la capitale romaine à la minuscule.
Después de la guerra, es el maestro de obra de la «nouvelle paléographie» (nueva paleografía) y publica en 1952, en Madrid, su obra Paléographie romaine, que organiza con una presentación coherente y sin faltar las nuevas concepciones de la evolución de la escritura: la inclinación del soporte desplaza los trazos gruesos y finos y genera una genealogía de las diversas escrituras atestiguadas en época romana que ya no puede ser vistas como una continuación de afiliaciones continuas, sino según un esquema que, en grandes líneas, tiende, al menos, a bifurcarse.
Los treinta años que han seguido la Paléographie romaine son aquellas de «el aprovechamiento y del militantisme». Debido a su originalidad y de su trabajo que lleva a la vez sobre el épigrafía, la diplomática, la papirología y la codicología, se le ve como un pionero de la «nueva escuela francesa de paleografía». Él entendía que la paleografía como la ciencia que estudia “los objetos o monumentos escritos considerados en todo el conjunto de sus caracteres externos”, para explicar cómo son los signos gráficos y por qué son así. Con esto se superan los problemas que tenía la definición etimológica

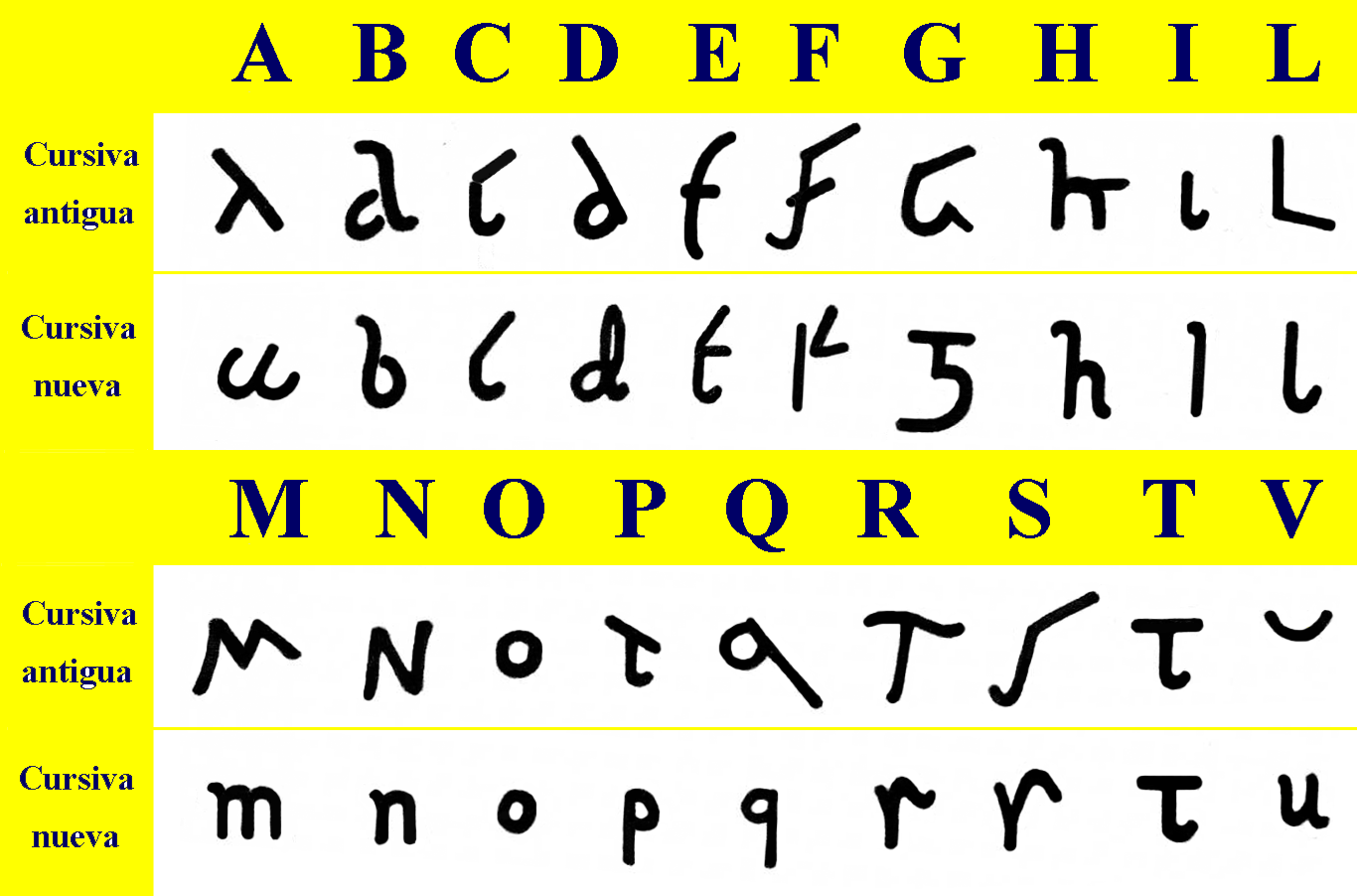
Cursiva romana

## Publicaciones

### Libros
- Jean Mallon; Robert Marichal; Charles Ferrat (1939). L'écriture latine de la capitale romaine à la minuscule. Paris, Arts et métiers graphiques..
- Jean Mallon. Paléographie romaine, Madrid, Consejo superior de investigaciones científicas, Instituto Antonio de Nebrija de filología, 1952. 189 p. (Scripturae, monumenta y studia, 3).
- Monsalud, Mariano Cárlos Solano Gálvez de San Pelayo <prn> Villalpando, marqués de. Las Inscripciones publicadas por el marcados de Monsalud (1897-1908). Estudio crítico, éd. Jean Mallon y Tomás Marín, Madrid, Consejo sup. de investig. cient., 1951. XXV-135 p. (Scripturae monumenta y studia, 2).
- Mallon, Jean (1982). De l'écriture : recueil d'études publiées de 1937 à 1981. Éd. du Centre national de la recherche scientifique. p. 367. ISBN 2-222-02931-7.

### Artículos
- «Pour une nouvelle critique des chiffres dans les inscriptions latines gravées sur pierre», Emerita, t. 16 (1948), pp. 14-45.
- «Quel est le plus ancien exemple connu d'un manuscrit latin en forme de codex ?», Emerita, t. 17 (1949), pp. 1-8.
- «La Brique de Villaviciosa de Cordoba, Ps. XCV, 11», dans Studi in onore di Cesare Manaresi, Milano, A. Giuffré, 1952, pp. 209-216.
- «Une inscription latine incomplètement gravée», Libyca, Archéologie, Epigraphie, t. 3 (1955), pp. 155-162
- «Scriptoria épigraphiques», dans Scriptorium, t. 11/2 (1957), pp. 177-194.
- Jean Mallon, Charles Perrat, «Liste de noms écrits sur marbre», dans "Mélanges de Carthage" offerts à Charles Saumagne, Louis Poinssot, Maurice Pinard, Paris : Librairie orientaliste P. Geuthner, 1964-1965, pp. 135-139.
- Gilbert-Charles Picard, Henri Le Bonniec, Jean Mallon, « Le Cippe de Beccut », dans Antiquités africaines, t. 4 (1970), pp. 125-164.
- «L'Écriture de la chancellerie impériale romaine», Acta Salmanticensia. Filosofía y letras, t. 4/2
- «Schéma à propos d'une inscription latine publiée dans un recueil récent», Scriptorium, t. 30 (1976), pp. 249-251.
- «Panorama actual de la investigacion sobre escrituras latinas: perspectivas para el futuro», dans Actas de las I jornadas de metodologia aplicada de las ciencias historicas, V paleografia y archivistica, Santiago de Compostela : Universidad, 1977, pp.15-22.
- «Qu'est-ce que la paléographie?», communication dactylographiée au «Colloque du Comité international de paléographie», Munich, 15 sept. 1981.

### Película
- Jean Mallon, 'Ductus', realización Jean Venard, animación equipa Arcady, música Jean Cohen-Solal, consejero artístico Georges Richar, prod. Las películas verdes.[9]